# Острожский детинец
Острожский детинец — детинец древнерусского Острога на Волыни, впервые упомянутого в летописи в 1100 году. Находился на восточном краю мысоподобного выступа коренного левого берега реки Вилии, притока Горыни, который возвышается над рекой на 20—22 м. Площадь детинца составляла 0,5 га. С севера и запада к нему примыкал более крупный окольный город площадью 2,7 га, восточнее которого находился ещё более крупный неукреплённый посад.
На территории Острожского городища в разное время проводились раскопки, в ходе которых изучался славяно-русский культурный слой. Было установлено, что первое славянское поселение появилось на этом месте в VIII веке, а оборонительный вал был насыпан на рубеже X—XI веков, на которые и пришёлся средневековый расцвет города. Из древнерусских объектов были обнаружены жилища-полуземлянки и хозяйственные постройки, также была собрана большая коллекция вещевых находок. Крепость продолжала использоваться и в XII—XIII веках, однако объектов этого времени выявлено немного. Судя по уменьшению посада и менее плотной застройке укреплённой части, город пережил в XII веке упадок, однако следов пожаров из данного столетия не обнаружено. Предположительно Острог начал проигрывать набиравшему влияние соседнему Дорогобужу. В ходе монгольского нашествия на Русь зимой 1241 года укрепления Острога были сожжены, а город подвергся разорению.
На месте детинца и окольного города в XIV веке был построен Острожский замок, в целом сохранивший топологию предыдущей эпохи. В XVI веке Острог был одним из крупнейших городов Волыни.